# نیدمور، شهرستان لارنس، ایندیانا
نیدمور (به انگلیسی: Needmore) یک منطقهٔ مسکونی در ایالات متحده آمریکا است که در شهرستان لارنس، ایندیانا واقع شده‌است. نیدمور ۲۰۵٫۱۳ متر بالاتر از سطح دریا واقع شده‌است.